# Strapping Young Lad
Strapping Young Lad (kurz SYL) war eine Industrial-/Death-Metal-Band aus Vancouver in Kanada, die von 1995 bis 2007 bestand. Zur Band gehörten Devin Townsend, Jed Simon (Zimmers Hole), Byron Stroud (Zimmers Hole, Ex-Fear Factory) und Gene Hoglan (Testament, Zimmers Hole, Ex-Death, Ex-Dark Angel). Alle Alben der Band wurden vom Label Century Media veröffentlicht.

## Bandgeschichte
Die Band hatte zunächst eher den Charakter eines Nebenprojektes von Devin Townsend. Nach dem eher mittelmäßig beurteilten Debütalbum Heavy as a Really Heavy Thing aus dem Jahr 1995, das Townsend mit Hilfe vieler Gastmusiker realisierte, stabilisierte sich die Band 1997 im heute bekannten Line-up inklusive des zuvor bei Dark Angel tätigen Schlagzeugers Gene Hoglan. Das im gleichen Jahr veröffentlichte Album City gilt heute als Klassiker des Industrial Metal.
Die Band ging im Folgejahr auf eine Welttournee, auf der eine Show in Melbourne (Australien) für das Livealbum No Sleep Till Bedtime mitgeschnitten wurde. Der Titel dieses Albums ist eine Anspielung auf Motörheads 1981er Livealbum No Sleep 'Til Hammersmith. Anschließend legte Townsend die Band jedoch wieder auf Eis, um sich verstärkt seinen Soloprojekten zu widmen. Die übrigen Bandmitglieder gründeten eigene Projekte wie beispielsweise Zimmers Hole (Simon/Stroud) oder wandten sich anderen Bands zu (Fear Factory, Testament und andere). Kurioserweise wurde Devin Townsends Soloalbum Physicist aus dem Jahr 2000 zwar von der SYL-Besetzung eingespielt und entsprach stärker dem Stil der Band als dem der vorherigen Soloalben, wurde jedoch als Townsend-Soloalbum veröffentlicht.
Nachdem Townsend von 1997 bis 2003 fünf Soloalben aufgenommen hatte, mit einigen Nebenprojekten und Gastauftritten tätig war und nebenbei Alben einiger Bands produzierte, fand sich die Band 2003 wieder zusammen und nahm das den Bandnamen tragende dritte Album auf, das stilistisch an seinen Vorgänger anknüpfte, aber von Kritikern teilweise als zu berechenbar eingestuft wurde.
War auf den Alben Heavy as a Really Heavy Thing und City noch Devin Townsend der Hauptkomponist und unbestrittene Kopf der Band, übernahmen die anderen Bandmitglieder ab dort verstärkt Einfluss auf das Songwriting. Seitdem sind Strapping Young Lad daher nicht mehr als reines Nebenprojekt von Townsend zu sehen, sondern als eigenständige Band mit gleichberechtigten Mitgliedern.
Auf erneuten Tourneen wurde 2004 die Live-DVD For Those Aboot to Rock aufgenommen. Auch diese parodierte wieder einen bekannten Titel, nämlich For Those About to Rock von AC/DC. Darauf folgte Anfang 2005 mit Alien ein neues Album, das den Stil der Band auch um eher atmosphärisch-ruhige Akzente im Stil von Townsends Soloalben erweiterte, ansonsten allerdings wesentlich brutaler ausfiel. Zuletzt erschienen ist das Album The New Black aus dem Jahre 2006, welches vermehrt ruhigere oder auch parodistischere Töne anschlug und kritische bis satirische Texte im Stil von Zimmers Hole bot. Ebenfalls bemerkenswert ist die Tatsache, dass erst auf diesem Album eine Studioversion des bereits seit 1997 live gespielten Songs Far Beyond Metal enthalten ist, auf der auch Oderus Urungus alias Dave Brockie von Gwar als Gastsänger zu hören ist. Devin Townsend kündigte allerdings nach Veröffentlichung des Albums an, aus familiären Gründen und allgemeiner Erschöpfung die Band nach einer folgenden Welttournee auf Eis legen zu wollen.
Im Mai 2007 verkündete Devin Townsend seinen Ausstieg und damit das vorläufige Aus für Strapping Young Lad. Er möchte sich ganz seinen Soloprojekten widmen.
Sämtliche verbliebenen Bandmitglieder spielen (mit Sänger Chris „The Heathen“ Valagao) zurzeit in der Band Zimmers Hole zusammen.

## Stil
Die Musik der Band ist gekennzeichnet durch meist sehr hohes Tempo, stark verzerrte Gitarren und eine futuristische Atmosphäre, die durch Samples und Keyboards erreicht wird. Im Mittelpunkt der Musik steht der sehr variable, emotionsgeladene und meist aggressive Gesang von Devin Townsend. Dieser präsentiert sich häufig sehr dynamisch und eruptiv und reicht von klaren hohen Lagen bis zu aggressiven Screams.

## Diskografie

### Studioalben
- 1995: Heavy as a Really Heavy Thing (Century Media)
- 1997: City (Century Media)
- 2003: Strapping Young Lad (auch bekannt als S.Y.L., Century Media)
- 2005: Alien (Century Media)
- 2006: The New Black (Century Media)

### Livealben, Videoalben, Best Ofs, EPs und Box-Sets
- 1998: No Sleep Till Bedtime (Livealbum, Century Media)
- 2003: Tour EP (auf 2500 Stück limitierte Live-EP, Century Media)
- 2004: For Those Aboot to Rock: Live at the Commodore (Live-DVD, Century Media)
- 2007: C:enter:### (auf 500 Stück limitierte 7-"-Vinyl-EP, Restrain Records)
- 2008: 1994 to 2006 Chaos Years (limitierte Best Of, Century Media)
- 2013: The Complete Works (auf 700 Stück limitiertes Vinyl Set, Blood Music)